# 江崎英子
江崎 英子（えざき えいこ、1950年12月12日 - ）は、福岡県久留米市出身の日本の女優、歌手。別芸名・江崎 由梨。

## 来歴・人物
宝塚音楽学校卒業。1960年代末に歌手としてデビュー。1969年に結成されたNHKのヤング101に第一期生として加入して、NHK総合テレビジョンの音楽番組『ステージ101』に第一回（1970年1月10日）から出演。江崎グリコに由来した「グリちゃん」の愛称で親しまれた。
1973年4月1日にヤング101を卒業した後は女優として活動し、テレビ東京系列の時代劇『大江戸捜査網』の不知火のお吉役、東宝映画『ルパン三世 念力珍作戦』の峰不二子役などで人気を博した。此の頃芸名を一時、江崎由梨に変えている。
その後は舞台女優やダンス教室の講師としても活躍した。2003年10月21日夜、22日昼、夜の計3回にわたってBunkamuraのシアターコクーンにて開かれたヤング101復活コンサート『ステージ101〜明日に架ける橋』に、ヤング101の元メンバー36名と共に出演した。

## 主な出演

### テレビ

#### 音楽番組
- ステージ101（1969年4月 - 1970年11月、1971年1月 - 1973年4月、NHK） - ヤング101のメンバー

#### ドラマ
- おれは男だ! 第14話「初恋にさらばと言おう!」（1971年6月6日、NTV / 松竹） - 今井洋子
- 花すぐき（1973年7月5日 - 9月13日、KTV / 宝塚映画）
- アイフル大作戦 第23話「純金のポンコツ自動車レース!」（1973年9月15日、TBS / 東映）
- 大江戸捜査網 第105話(第3シリーズ 第1話)「江戸の灯をたやすな!」〜 第263話(第158話)「隠密同心お吉 銃弾に泣く」（1973年9月22日 - 1976年9月25日、12ch /日活・三船プロ） - 不知火のお吉
- 夜明けの刑事 第70話「抱きつきスリ姉妹の殺意!」（1976年5月12日、TBS / 大映テレビ） - 長谷亜紀
- 江戸特捜指令 第15話「大魔術!火事で火が消えた」（1977年、MBS / 三船プロ）
- 特捜最前線 第52話「羽田発・犯罪専用便329!」（1978年3月29日、ANB / 東映）
- 白い巨塔 第2話・第3話（1978年6月、CX）
- 江戸の鷹 御用部屋犯科帖 第28話「秘境!斑尾八人の尼僧」（1978年7月18日、ANB / 三船プロ）
- 新幹線公安官 第2シリーズ 第21話「白昼の尾行」（1978年8月21日、ANB / 東映） - 飯岡のり子
- 破れ新九郎 第12話「血風!帰らざる街道」（1978年、ANB / 中村プロ） - おつや
- 柳生一族の陰謀 第13話「南海の女狐」（1978年12月26日、KTV / 東映） - お紺
- 野性の証明（1979年1月 - 3月、MBS / 東映）
- 必殺仕事人 第8話「仕事人が可愛い女を殺せるか?」（1979年7月6日、ABC / 松竹） - お種
- 吉宗評判記 暴れん坊将軍（ANB / 東映） 
  - 第71話「日本一の名づけ親」（1979年） - お咲
  - 第121話「花咲ける女武士道」（1980年） - 藤里
- 西遊記II 第16話「イカレた亭主の弟子入り志願」（1980年2月24日、NTV / 国際放映） - 愛蓮
- ミラクルガール 第6話「真夜中の怪電話」（1980年4月28日、12ch / 東映） - 神原貞子
- 鬼平犯科帳 第16話「火つけ船頭」（1980年7月15日） - おとき
- 雪姫隠密道中記 第23話「からくり喧嘩駕籠・小田原」（1980年9月6日、MBS / S.H.P） - お冴
- 火曜サスペンス劇場 乱れからくり ねじ屋敷連続殺人事件（1982年3月23日、NTV/円谷プロダクション） - ブティックのマダム

### 映画
- 恋の大冒険（1970年7月18日、東宝） - ラーメン工場員[注釈 6]
- ルパン三世 念力珍作戦（1974年8月3日、東宝） - 峰不二子

### 舞台
- 屋根の上のバイオリン弾き（1978年・1981年・1982年） - ツィアイテル 役
- ラ・マンチャの男（1979年・1980年） - アントニア 役
- アプローズ